# La llaman Mariamor
La llaman Mariamor es una telenovela venezolana protagonizada por Roxana Díaz, Pedro Lander, Julie Restifo y Saúl Marín. Fue producida por Marte Televisión y transmitida por RCTV en 1996 .

## Sinopsis
Es la historia de Beba Marturano, una joven encantadora, recientemente graduada con una licenciatura en arquitectura. Beba siempre ha vivido una vida cómoda, su sufrimiento sólo ha sido la pérdida de su padre, Tomás Marturano.
Primero lo perdió cuando divorció de su madre, y otra vez, cuando murió en un sospechoso accidente lejos de ella. Beba creció atormentada por el odio inculcado por su madre, Emérita, hacia Mara Marturano y Brando León.
Beba sufre de amnesia, y durante este tiempo, nace su amor por Brando. Al recuperar la memoria, se da cuenta de que está perdidamente enamorada de Brando.
Su amor es un amor aparentemente imposible porque ya está casada con Urbano Durán, un humilde trabajador que es consumido por los celos; Urbano sufre un severo complejo de inferioridad porque cree erróneamente que su origen humilde y falta de educación lo hacen menos a los ojos de Beba. Como resultado, duda del amor y la sinceridad de su esposa.
En algún momento, Beba se entera de que Brando, engañado por Mara, no fue el asesino de su padre. También descubre que Urbano, quien logra graduarse como licenciado en ingeniería, también ha sido manipulado por Mara.
Al final, Beba se ve obligada a elegir entre los dos hombres que han marcado su vida: Brando León o Urbano Durán... 

## Elenco
- Roxana Díaz es Beba Marturano "Mariamor".
- Pedro Lander es Brando León.
- Julie Restifo es Mara Marturano.
- Saúl Marín es Urbano Durán.
- Loly Sánchez es Emérita Aristiguieta.
- Lourdes Valera es Franchesca Aristiguieta.
- Enrique Ibáñez es Fernando.
- Mirtha Pérez es Socorro.
- Betty Ruth es Serafina.
- Miguel Ferrari es Yago Monteverde.
- Juan Carlos Gardié es Lorondoy.
- Erick Noriega es Moriche.
- Martín Lantigua es Don Giovanni.
- Nacarid Escalona
- José Félix Cárdenas
- Nacho Huett
- Alfonso Medina
- Rhandy Piñango es Venseslao.
- Ana Karina Casanova es Ariana Marturano.
- Marcos Morffe es Romeo Marturano.
- Jennifer Milano
- Deyalit López es Azucena.
- Joselyn Pestana
- Yul Bürkle es Willy.
- Winston Vallenilla es Jhonny.
- Elaiza Gil
- Carlos Márquez

## Emisión en Venezuela
- RCTV transmite el primer capítulo el 19 de junio de 1996 a las 7:00 p. m., con el título "MariAmor", sustituyendo a Cruz de nadie con Nohely Arteaga y Luis Fernández.. A partir del 21 de junio de 1996 hasta el último capítulo el 22 de enero de 1997 fue emitida de lunes a sábado a la 1:00 p. m., y la sucede Llovizna con Scarlet Ortiz y Luis Fernández

## Emisión en otros países
- En Ecuador se emitió la telenovela en el canal Ecuavisa con el título "Mariamor" obviando el título original, "La llaman Mariamor", que se dio para el resto de América Latina.